# Martine Franck
Martine Franck (Antwerpen, 2 april 1938 – Parijs, 15 augustus 2012) was een Belgisch fotografe en antropologe.

## Biografie
Martine Franck was een dochter van Louis Franck en groeide op in de Verenigde Staten en Engeland. Ze studeerde kunstgeschiedenis aan de Complutense Universiteit van Madrid en de École du Louvre in Parijs. Hier maakte ze kennis met Ariane Mnouchkine met wie ze een reis naar het Verre Oosten ondernam en die haar ertoe bracht fotografe te worden. Via Mnouchkine komt ze in 1964 in contact met de groep van het Théâtre du Soleil. In 1972 richtte ze het Franse persagentschap Viva op, samen met een groep van acht fotografen en fotografeert onder andere voor het tijdschrift Vogue en voor het Ministerie van de Rechten der Vrouw. In 1983 werd Franck lid van het befaamde fotoagentschap Magnum Photos dat in 1947 opgericht werd door beroemde fotografen waaronder Henri Cartier-Bresson, met wie ze als laatste getrouwd was.
Vanaf 1985 werkte ze samen met de vereniging Kleine Broeders der Armen (Petits Frères des Pauvres) waaruit het werk Le Temps de Vieillir ontstond. Het werk is het sluitsluk van haar overdenkingen over ouderdom en de marginalisatie van het leven op oudere leeftijd.
In 1993 maakte ze haar eerst reis naar Tory Island in Noord-Ierland en in deze jaren bestudeerde ze de traditionele Keltische samenleving die gescheiden van het vasteland leeft. Van deze inwoners maakte een portret in haar boek Tory, Ile aux Confins de l’Europe in 1998.
Eind jaren 90 reisde ze naar India en Nepal, in eerste instantie om Tibetaanse kinderen te ontmoeten. Hier ontmoette ze echter een voormalig lid van Magnum Photos, Marilyn Silverstone, die zich bekeerd had tot het Tibetaans boeddhisme en non was geworden. Dankzij haar hulp kreeg ze de kans dicht bij tulkus te komen, jonge kinderen die worden erkend als de reïncarnatie van een groot lama. Ze bestudeerde de opvoeding van de jonge tulkus en legde het vast in haar fotografische werk Tibetan Tulkus: Images of Continuity dat in 2000 verscheen.
In 2003 richtte ze samen met zijn dochter de stichting Fondation Henri Cartier-Bresson op, ter behoud van het werk van haar man Henri Cartier-Bresson. Vanaf hetzelfde jaar volgde ze decorontwerper Robert Wilson in de Comédie Française in zijn werk met de Fables de la Fontaine te fotograferen. Dit publiceerde ze in 2004 onder de titel Fables.